# Vlag van Leeuwarderadeel

Vlag van de gemeente Leeuwarderadeel
(1963-2018)

De vlag van Leeuwarderadeel is op 8 augustus 1963 bij raadsbesluit vastgesteld als de gemeentelijke vlag van de Friese gemeente Leeuwarderadeel. De beschrijving luidt: 
drie horizontale banen van blauw, geel en blauw met aan de broekzijde een gelijkbenige driehoek van wit, waarop een klaverblad van groen.
Het klaverblad en de kleuren zijn afkomstig van het gemeentewapen.

## Geschiedenis
Naar aanleiding van de vraag van een inwoner of de invoering van een gemeentevlag een goed idee zou zijn heeft het gemeentebestuur in maart 1963 de Fryske Rie foar Heraldyk aangeschreven met het verzoek een vlag te ontwerpen. Deze zou het daaropvolgende jaar kunnen worden gebruikt bij de opening van het nieuwe gemeentehuis. De Rie bleek reeds bezig met het ontwerp van nog niet bestaande gemeentevlaggen voor de later het jaar te houden manifestatie Frisiana. De gemeenteraad kreeg vier ontwerpen van de heren Dull tot Backenhagen en Vleer voorgelegd en na toelichting van de heer W. Tsj. Vleer uit Hardegarijp werd een keuze gemaakt.
Op 1 januari 2018 is de gemeente Leeuwarderadeel, inclusief een deel van de gemeente Littenseradiel, samengevoegd met de gemeente Leeuwarden in de nieuwe gemeente Leeuwarden. Hierdoor is de vlag komen te vervallen.
Volgens Sierksma, De gemeentekleuren zijn groen, wit, geel, blauw. In 1935 werden bij herdenkingsfeesten 500 Jaren Groot-Leeuwarden vlaggen in vier even hoge banen van deze kleuren gebruikt.
In de Encyclopedie van het Hedendaagse Friesland (1975) bevat nog een vlag: de Friese vlag met in de linkerbovenhoek het gemeentewapen. Deze vlag werd waarschijnlijk in 1938 gebruikt ter gelegenheid van het 40-jarig regeringsjubileum van koningin Wilhelmina.

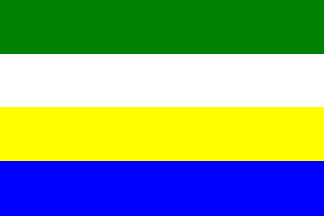
Vlag van de gemeente Leeuwarderadeel (1935)
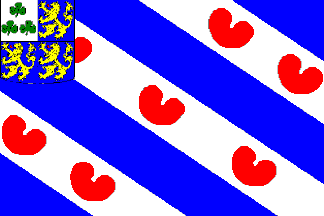
Vlag van de gemeente Leeuwarderadeel (1938)

## Verwante afbeeldingen

Wapen van Leeuwarderadeel

Aengwirden 
· Baarderadeel 
· Barradeel 
· het Bildt 
· Bolsward 
· Boornsterhem 
· Dokkum 
· Dongeradeel 
· Doniawerstal 
· Ferwerderadeel 
· Franeker 
· Franekeradeel 
· Gaasterland 
· Gaasterland-Sloten 
· Haskerland 
· Hemelumer Oldeferd 
· Hennaarderadeel 
· Hindeloopen 
· Idaarderadeel 
· IJlst 
· Kollumerland en Nieuwkruisland 
· Leeuwarderadeel 
· Lemsterland 
· Littenseradeel 
· Menaldumadeel 
· Nijefurd 
· Oostdongeradeel 
· Rauwerderhem 
· Schoterland 
· Skarsterlân 
· Sloten 
· Sneek 
· Stavoren 
· Terschelling en Vlieland 
· Utingeradeel 
· Westdongeradeel 
· Wonseradeel 
· Workum 
· Wymbritseradeel